# RBC in het seizoen 1966/67
Het seizoen 1966/1967 was het 13e jaar in het bestaan van de Roosendaalse betaaldvoetbalclub RBC. De club kwam uit in de Eerste divisie en eindigde op de 15e plaats. Tevens deed de club mee aan het toernooi om de KNVB beker, hierin werd in de eerste ronde verloren van Volendam (1–6).

## Wedstrijdstatistieken

### Eerste divisie
|       | Alkmaar '54 | Blauw-Wit | FC Den Bosch/BVV | SC Cambuur | D.F.C. | DHC '66 | SC Drente | Eindhoven | De Graafschap | Heracles | Holland Sport | N.E.C. | RCH   | SVV   | Velox | Vitesse | Volendam | De Volewijckers | FC Zaanstreek |
| ----- | ----------- | --------- | ---------------- | ---------- | ------ | ------- | --------- | --------- | ------------- | -------- | ------------- | ------ | ----- | ----- | ----- | ------- | -------- | --------------- | ------------- |
| Thuis | 1 – 5       | 1 – 3     | 0 – 2            | 0 – 0      | 4 – 2  | 3 – 2   | 5 – 1     | 2 – 0     | 3 – 0         | 0 – 2    | 1 – 2         | 1 – 0  | 3 – 1 | 1 – 2 | 3 – 0 | 0 – 3   | 0 – 7    | 0 – 0           | 1 – 1         |
| Uit   | 1 – 0       | 1 – 2     | 2 – 0            | 1 – 0      | 1 – 0  | 0 – 3   | 0 – 2     | 5 – 2     | 1 – 0         | 4 – 0    | 2 – 0         | 7 – 3  | 1 – 3 | 1 – 2 | 2 – 0 | 1 – 0   | 5 – 1    | 1 – 4           | 2 – 2         |

### KNVB beker
| Eerste ronde                                | Volendam                                                              | 6 – 1 (3 – 1) | RBC           |
| 2 april 1967 Plaats: Volendam Julianastraat | Johan Pelk 14' Dick Tol 16', 77', 85' Dick Sier 44' Gerrie Mühren 89' |               | 33' Ben Redel |

## Statistieken RBC 1966/1967

### Eindstand RBC in de Nederlandse Eerste divisie 1966 / 1967
| Stand | Gespeeld | Gewonnen | Gelijk | Verloren | Punten | Doelpunten voor | Doelpunten tegen |
| ----- | -------- | -------- | ------ | -------- | ------ | --------------- | ---------------- |
| 15e   | 38       | 14       | 4      | 20       | 32     | 53              | 71               |

### Topscorers
| #                 | Naam              | Goal |
| ----------------- | ----------------- | ---- |
| 1.                | Floor Verhagen    | 15   |
| 2.                | Johan den Haan    | 7    |
| 3.                | Pierre van Hal    | 5    |
| 3.                | Ben Redel         | 5    |
| 3.                | Adri Roks         | 5    |
| 6.                | René Rommens      | 4    |
| 6.                | Ton van Wijk      | 4    |
| 8.                | Theo Verkuyl      | 3    |
| 9.                | Henk van de Ven   | 2    |
| 10.               | Cor Lazeroms      | 1    |
| 10.               | Ton van Zandvliet | 1    |
| Onbekend doelpunt |                   |      |
| 1.                | Onbekend          | 1    |
| Totaal            | Totaal            | 53   |

| #      | Naam      | Goal |
| ------ | --------- | ---- |
| 1.     | Ben Redel | 1    |
| Totaal | Totaal    | 1    |

## Voetnoten
Alkmaar '54 ·
Blauw-Wit ·
Cambuur ·
FC Den Bosch/BVV ·
D.F.C. ·
DHC '66 ·
SC Drente ·
Eindhoven ·
De Graafschap ·
Heracles ·
Holland Sport ·
N.E.C. ·
RBC ·
RCH ·
SVV ·
Velox ·
Vitesse ·
Volendam ·
De Volewijckers ·
FC Zaanstreek